# 花菜〜My Favorite Things〜
『花菜〜My Favorite Things〜』（かな マイ・フェイバリット・シングズ）は、植村花菜の6枚目のアルバムで初のセルフカバー・アルバム。2010年9月15日にキングレコードから発売。

## 概要
音楽プロデューサーに斎藤誠を迎えた。
「伝えたいこと」は薬用入浴剤「バスクリン」 新TVCM「進化」篇に起用された。また『news every.』の天気予報BGMに使われた。
タイトルは植村が大好きな映画『サウンド・オブ・ミュージック』の中の一曲「私のお気に入り」（原題：My Favorite Things）からきている。

## 収録曲
| 1．ミルクティー                                             | 作詞・作曲：花菜／編曲：斎藤誠                                   |
| 2．紙ヒコーキ with TOKU（フリューゲルホルン）               | 作詞・作曲：花菜／編曲：斎藤誠                                   |
| 3．光と影 with DEPAPEPE（ギター）                           | 作詞・作曲：花菜／編曲：DEPAPEPE                                 |
| 4．伝えたいこと                                             | 作詞・作曲：植村花菜／編曲：斎藤誠                               |
| 5．恋の魔法 with 小沼ようすけ（ギター）                     | 作詞・作曲：花菜／編曲：小沼ようすけ                             |
| 6．すばらしい日々 with 山本潤子（コーラス）                 | 作詞：植村花菜／作曲：植村花菜／編曲：斎藤誠                     |
| 7．あなたのその笑顔はいいヒントになる with 塩谷哲（ピアノ） | 作詞：いしわたり淳治／作曲：植村花菜／編曲：塩谷哲               |
| 8．Only You                                                 | 日本語詞：森若香織／作曲：サンディ・トム／編曲：斎藤誠           |
| 9．キセキ with 大橋卓弥（from スキマスイッチ） （コーラス） | 作詞・作曲：花菜／編曲：斎藤誠                                   |
| 10．花 with おおはた雄一（スライドギター）                  | 作詞・作曲：花菜／編曲：斎藤誠                                   |
| 11．トイレの神様 with 押尾コータロー（ギター）              | 作詞：植村花菜・山田ひろし／作曲：植村花菜／編曲：押尾コータロー |

## 演奏
- 植村花菜
  - Vocal
  - Guitar (#1.2.4)
  - Gut Guitar (#3)
  - Chorus (#1.2.3.4)
- 斎藤誠
  - Guitar (#1.2.6.8.9.10)
  - Chorus (#4.10)
  - Programming (#4)
- 成田昭彦
  - Percussion (#1.8)
  - Drums (#9)
- TOKU
  - Flugelhorn (#2)
  - Chorus (#10)
- 渡辺等：Wood Bass (#2.10)
- 片山敦夫
  - Piano (#2)
  - Keyboards (#2.9.10)
  - Hammond Organ (#8)
- 小田原豊：Drums (#2.4.10)
- 角谷仁宣：Programming (#2.9.10)
- DEPAPEPE (徳岡慶也・三浦拓也)：Guitars (#3)
- 海津賢：Programming (#4)
- 小沼ようすけ：Gut Guitar (#5)
- 山本潤子
  - Vocal (#6)
  - Chorus (#6.10)
- 佐野聡：Trombone (#6)
- 塩谷哲：Piano (#7)
- 角田俊介：Bass (#8.9)
- 大橋卓弥 (スキマスイッチ)：Chorus (#9.10)
- おおはた雄一：Slide Guitar, Chorus (#10)
- 押尾コータロー：Guitar (#11)